# (37476) 1107 T-1
1107 T-1 (asteroide 37476) é um asteroide da cintura principal. Possui uma excentricidade de 0.08525590 e uma inclinação de 2.37988º.
Este asteroide foi descoberto no dia 25 de março de 1971 por Cornelis Johannes van Houten e Ingrid van Houten-Groeneveld e Tom Gehrels em Palomar.